# Королевское общество по предотвращению жестокого обращения с животными
Королевское общество по предотвращению жестокого обращения с животными (англ. Royal Society for the Prevention of Cruelty to Animals, RSPCA) — британская общественная организация.

## История
В 1822 году Ричард Мартин добился принятия закона, запрещавшего жестокое отношение к «волам, коровам, овцам и другим видам скота».
16 июня 1824 года группа из десяти человек во главе с Мартином, Уильямом Уилберфорсом, и Артуром Брумом учредила Общество по предотвращению жестокого обращения с животными (SPCA), которое контролировало исполнение вышеуказанного закона. Только за первый год существования общества 63 нарушителя было привлечено к ответственности. Общество также занималось просветительской деятельностью — организовывало конференции, устраивало литературные конкурсы, в том числе и для детей. 
В 1840 году королева Виктория присвоила обществу королевский статус.

## Организация в настоящее время
Полномочия RSPCA в настоящее время законодательно установлены Актом об уходе за животными от 8 ноября 2006 года. В организации работают почти 1800 сотрудников и волонтеров. 
Для лечения животных общество имеет четыре больницы и 17 центров реабилитации. В 1000 магазинах организации продаются не только продукты для животных, но также одежда, игрушки, книги. Бюджет общества, который в 2018 году составлял £142 млн., складывается из выручки этих магазинов, а также из пожертвований.